# Дарданці

Розселення дарданців (у правому нижньому куті)

Дарданці (Дардани) — палеобалканський народ, що мешкав на території Косова і південної Сербії. Говорили на дарданській мові. Існує гіпотеза, згідно з якою дарданці були пращурами сучасних албанців.

## Міфологія
У грецькій міфології, Дардан (Δάρδανον), один з синів Іллірія, вважався епонімним предком дарданців (Δάρδανοι).
Ряд римських етнографів припускали зв'язок між балканськими дарданцями і відомими з «Іліади» дарданами, народом Троади. Їх епонімним предком вважався інший Дардан, син Зевса. Тим не менш, античні джерела вельми суперечливі з приводу етнічної приналежності останніх; римляни, зокрема, вважали дарданів греками.

## Історія
Діодор Сицилійський вважав дарданців переселенцями зі сходу (район Дарданелли).
Перша згадка дарданців пов'язана з тим, що їх цар Барділ об'єднав під своєю владою кілька племен. Об'єднане царство завдало важкі поразки македонцям і молосцям, змусивши тих платити данину. У 358 р, зійшовши на престол, Філіп II Македонський підтвердив договір з дарданцями, взявши у дружини дарданську принцесу Аудату. Незабаром, однак, коли Барділ все ще очолював дарданців, Філіп завдав їм поразки.
Вдруге дарданці напали на Македонію вже при Александрі Великому, у 334 р до н. е., але були розгромлені і визнали владу царів Македонії.
Коли галати напали на македонського царя Птолемея II Керавна, дарданці запропонували йому допомогу, але той відмовився, незабаром був розбитий і загинув. Після цього дарданці продовжували залишатися загрозою для Македонії. У II ст. македонці запросили бастарнів, які розбили дарданців, проте відмовилися оселитися в їхніх землях і повернулися до себе на батьківщину.
Їх область була завойована римлянами при Августі, і латинська мова швидко витіснила тутешні мови. Діоклетіан створив на їх території провінцію Дарданія, з головним містом Наісса (Ніш).

## Мова
У сучасній історичній науці існують три гіпотези етнічної приналежності дарданців:

1. Фракійська.

2. Іллірійська.

3. Іллірійсько-фракійська.
Численні топоніми дарданського регіону вказують на їх приналежність до іллірійськой гілки. У збережених глоссах (назви рослин) виділяється суфікс —itis, а коріння ідентифікуються як індоєвропейські.

## Також
Дарданами називалися жителі міфічного міста Дарданії у підніжжя Іди у Малій Азії і тевкри, союзники троянців. Чи є схожість назв випадковою або закономірною, до теперішнього часу не встановлено.

## Генетика
У своєму дослідження Perecic et al. (2005) вивчили 114 Y-хромосом албанців з Косова:
гаплогруппа E1b1b1 (45.6%), R1b1b (21.1%), J2b2 (16.7%), R1a1 (4.4 %), I2a (2.7%)

## Примітки

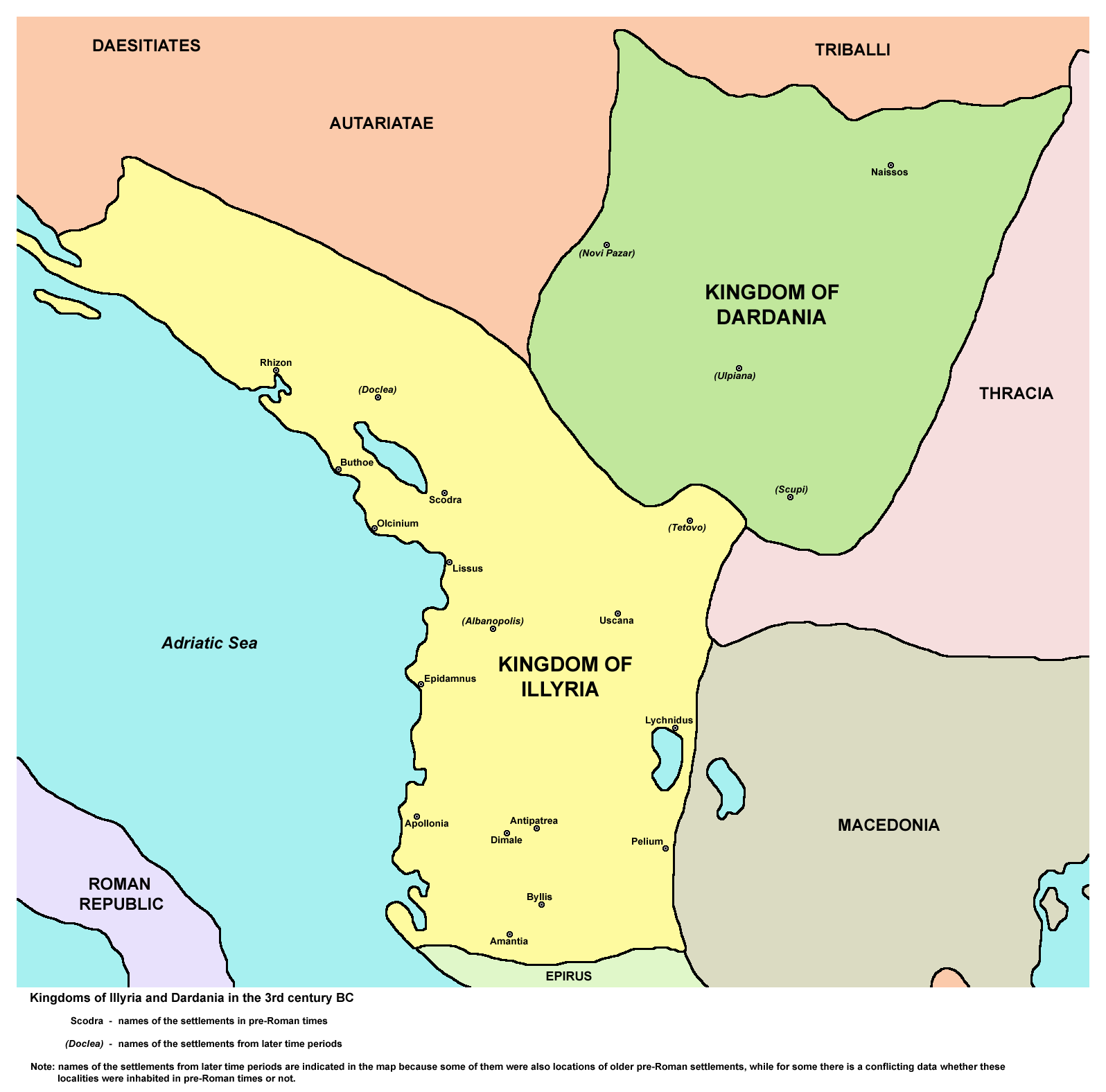
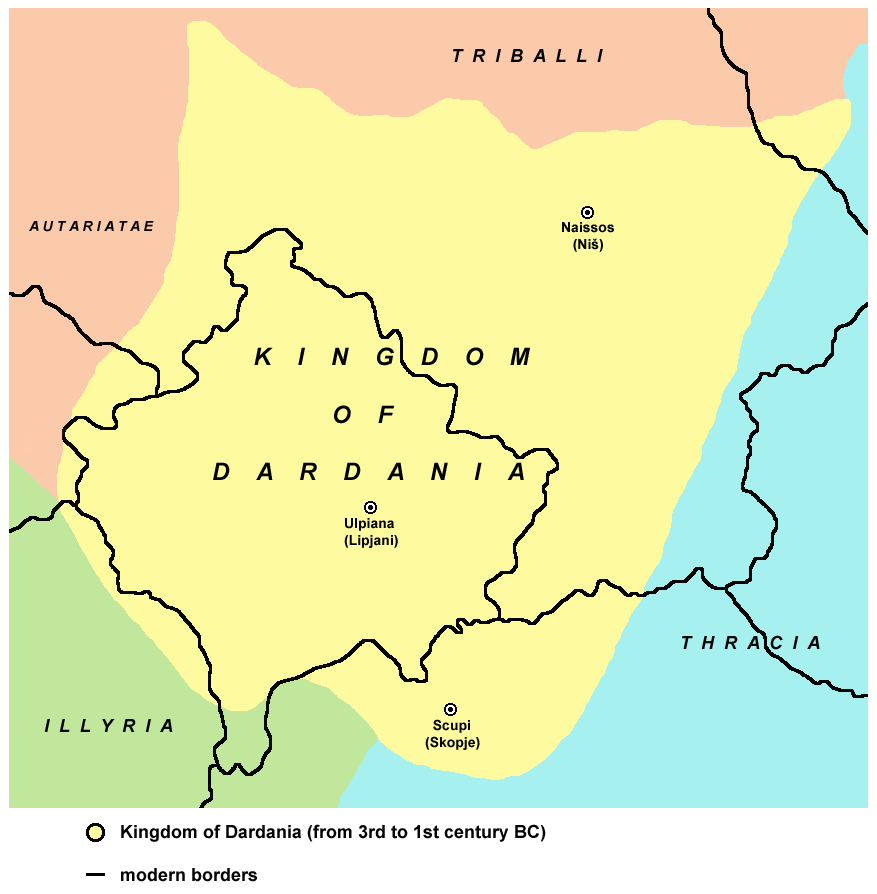
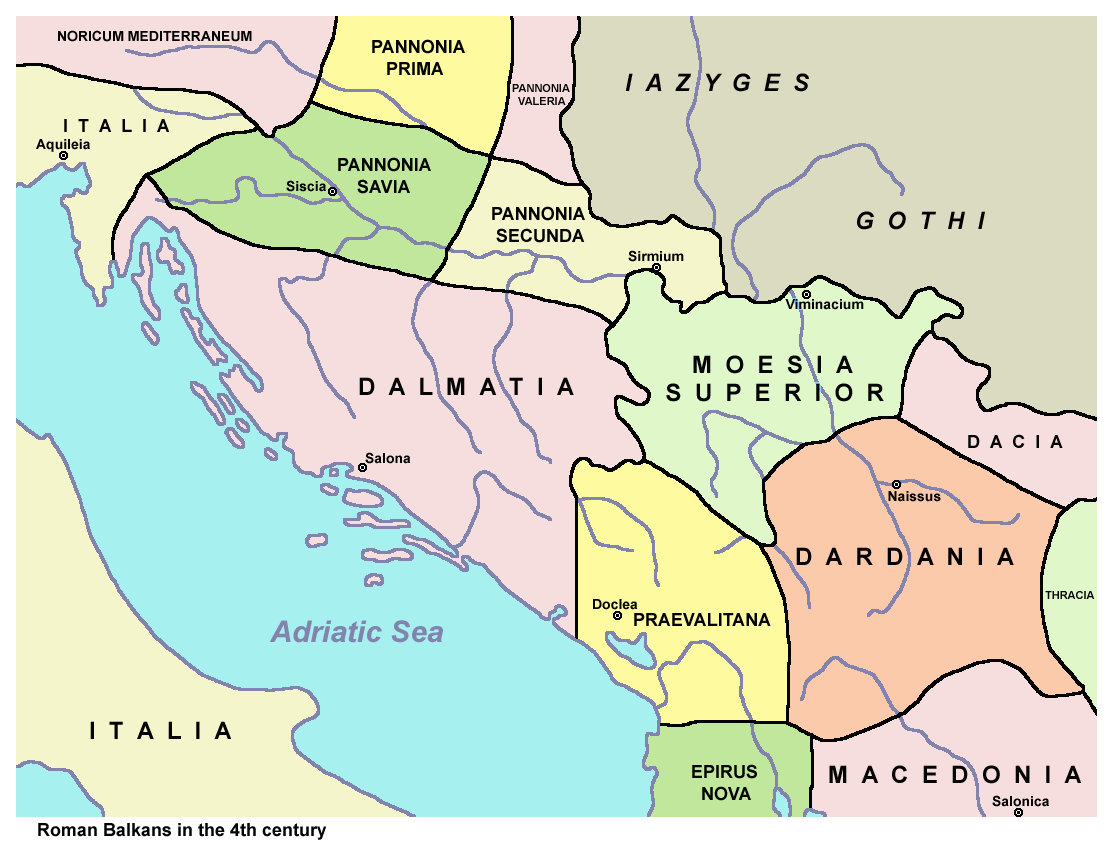
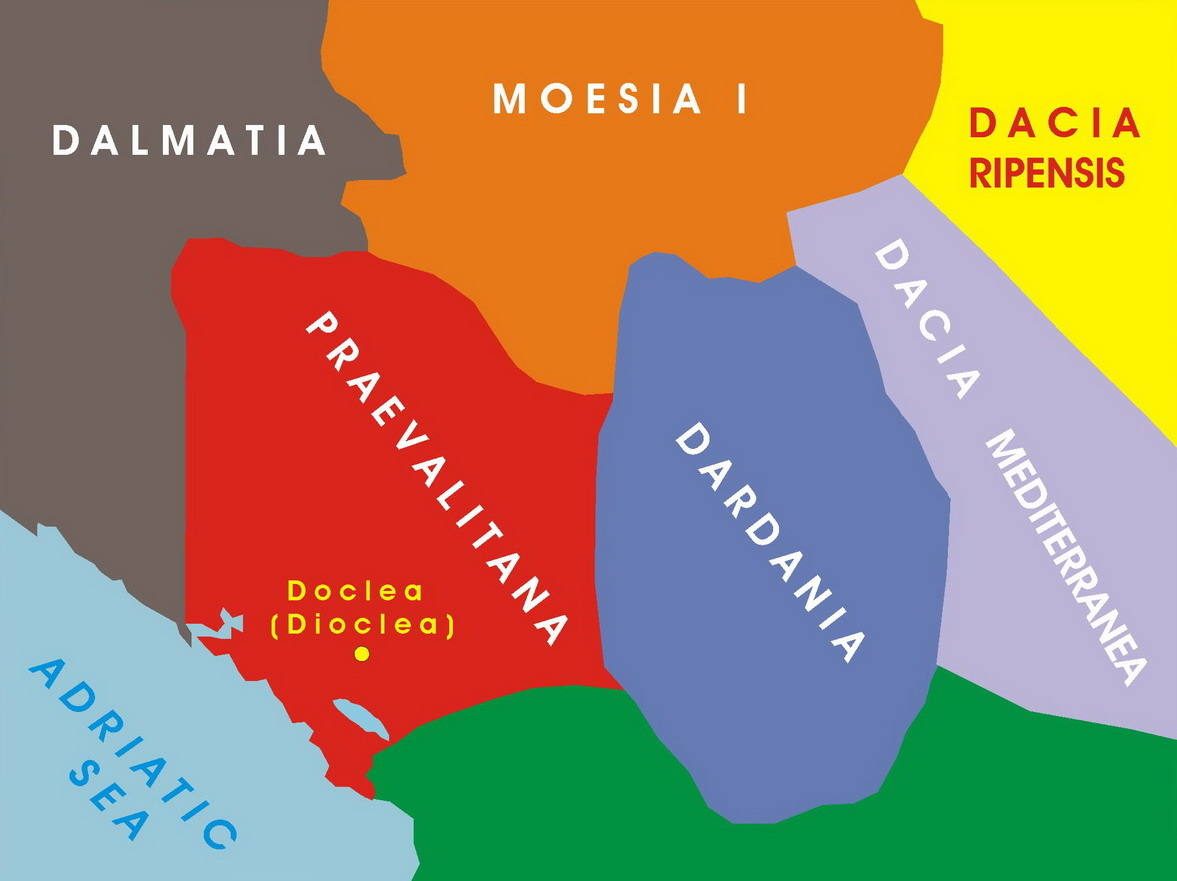
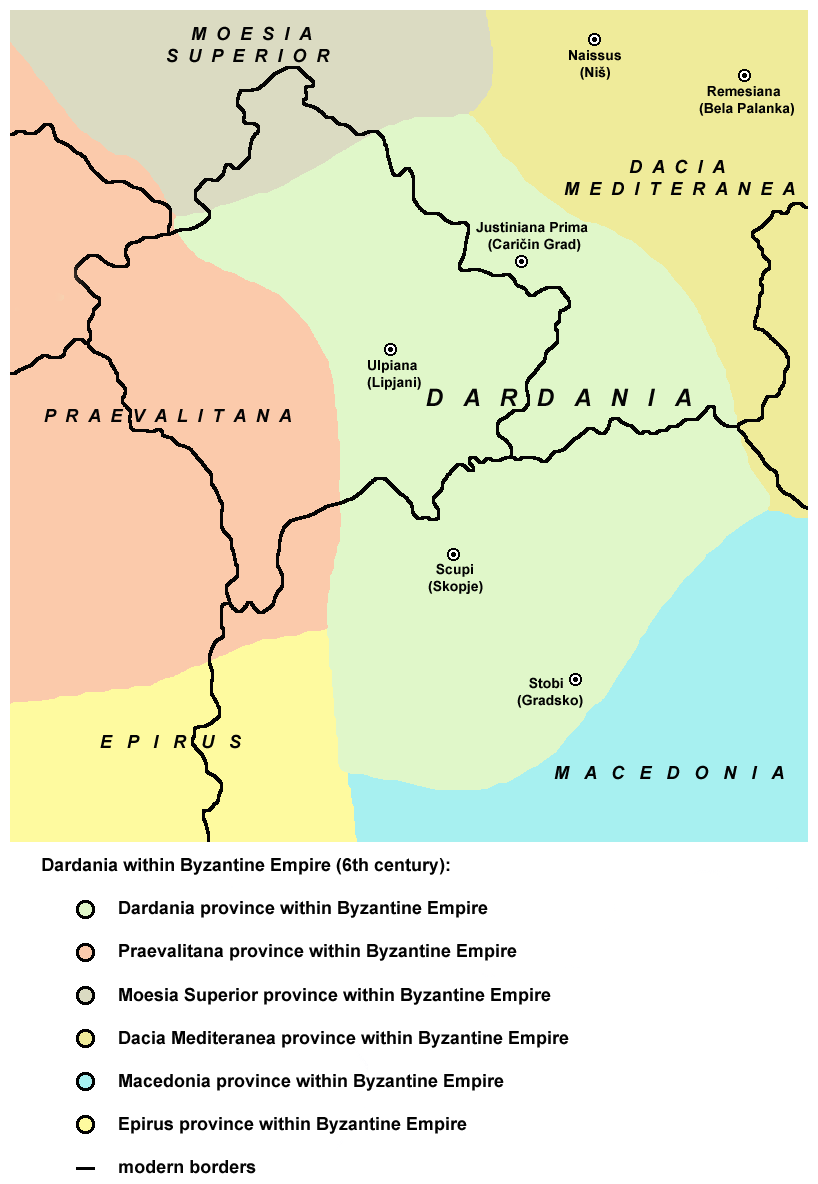